# Sholapur
Sholapur este un oraș în Maharashtra, India.